# Browse
Browse – niezamieszkana wyspa, na Morzu Timor o powierzchni 14 ha, znajdująca się 180 km od zachodniego wybrzeża Australii.
Wyspa jest ważnym miejscem lęgowym dla żółwi zielonych oraz ptaków morskich. Jest otoczona rozległymi rafami koralowymi. Wody wokół wyspy są miejscem upwellingu związanym z koncentracją tropikalnego kryla, a okoliczne wody prawdopodobnie odwiedzane są przez humbaki.
W latach 1870–1890 na wyspie pozyskiwano guano. W 1945 roku na południowym krańcu Browse zbudowano latarnię morską zasilaną acetylenem, natomiast od 1985 roku zasilana jest energią słoneczną. Okoliczne wody odwiedzane są przez indonezyjskich rybaków, ponieważ wyspa znajduje się na obszarze 74 MOU, która umożliwia tradycyjną indonezyjską działalność połowową w australijskiej strefie ekonomicznej.